# Guils Fontanera
Guils Fontanera est une station de sports d'hiver de ski de fond des Pyrénées espagnoles située sur le territoire de la municipalité de Guils de Cerdanya dans la Province de Gérone en Catalogne.